# Rivetina deserta
Rivetina deserta är en bönsyrseart som beskrevs av Mistshenko 1967. Rivetina deserta ingår i släktet Rivetina och familjen Mantidae. Inga underarter finns listade i Catalogue of Life.